# من دیوانه‌ام
من دیوانه‌ام، یک داستان کوتاه است که توسط جی. دی. سلینجر برای شماره ۲۲ دسامبر ۱۹۴۵ مجله کولیر نوشته شده است. داستان کلیتی غم‌انگیز دارد اما به نوعی دلگرم‌کننده است. این قصه به کودکی می‌پردازد که تنها ایرادش این است که درک عمیقی از مردم داد به طوری که بیشتر مردم او را نمی‌فهمند و از رفتار و گفتار او گیج می‌شوند. با این وجود عده اندکی از مردم به کودک باور دارند.
داستان از زبان هولدن کالفیلد به صورت اول شخص روایت می‌شود. سلینجر بعداً این داستان را بازنویسی کرد تا آن را در رمان خود، ناطور دشت (The Catcher in the Rye) بگنجاند.

## خلاصه
هولدن کالفیلد، که از مدرسه شبانه‌روزی اخراج شده است، یک بازی بسکتبال را از تپه‌ای نزدیک تماشا می‌کند. سپس به دیدن معلم تاریخ قدیمی‌اش، آقای اسپنسر، می‌رود که دربارهٔ نمرات ضعیفش با او صحبت می‌کند. هولدن به آقای اسپنسر می‌گوید که در قطار با مادر یکی از همکلاسی‌های "بی‌عرضه"‌اش ملاقات کرده و به او دروغ گفته که پسرش عالی است، زیرا فکر می‌کرده این کار او را خوشحال می‌کند. او از اینکه مدرسه را ترک کرده، احساس بدی دارد، به‌ویژه به این دلیل که مادرش به تازگی چکمه‌های اسکی برایش فرستاده، اما آنها نوع اشتباهی بوده‌اند.
هولدن آقای اسپنسر را دوست دارد، اما متوجه می‌شود که از او هیچ همدردی دریافت نخواهد کرد، بنابراین به سرعت می‌رود. او سوار قطار به نیویورک می‌شود و به‌طور مخفیانه وارد آپارتمان خانواده‌اش می‌شود، جایی که با خواهران کوچکش، فیبی و ویولا، صحبت می‌کند. حتی فیبی هم او را به خاطر نمرات بدش سرزنش می‌کند. هولدن در نهایت حقیقت را به والدینش اعتراف می‌کند، در صحنه‌ای که تنها به‌طور مختصر ذکر شده است ("وقتی همه چیز تمام شد"). او فکر می‌کند که به مدرسه بازنخواهد گشت و مجبور خواهد شد یک کار اداری خسته‌کننده انجام دهد.